# Задача прийняття рішень
Задача прийняття рішень (ЗПР) — це така задача, яку можна сформулювати в термінах цілі, засобів, результатів.

## Класифікація ЗПР
Класифікують ЗПР за двома аспектами:
1. Класифікація за описом засобів, результатів та зв'язків між ними.
2. Класифікація за описом цілі ЗПР.

Визначимо три множини:
1. X — множина альтернатив, тобто засобів, які ми вибираємо.
2. S — множина станів зовнішнього середовища, яка характеризує прояв невизначеності в процесі прийняття рішення.
3. Z — множина наслідків, результат розв'язування ЗПР.

Відображення X × S → Z — показує зв'язок між засобами і рішеннями.

## Основні класи задач
1. Найпростіший тип зв'язку — детермінований, коли кожна альтернатива приводить до одного наслідку. В цьому випадку існує функціональна залежність між альтернативою x і наслідком z. Такі ЗПР називають детермінованими.
2. Не детермінований тип, тобто кожній альтернативі відповідає не один і той самий наслідок. Якщо відомо з якою ймовірністю кожній альтернативі буде відповідати наслідок, тоді маємо статистичну залежність між x і z. В цьому випадку ЗПР називається задачею в умовах ризику або стохастичної невизначеності.
3. ЗПР проходить в умовах невизначеності, тобто відображення між множинами X та Z неоднозначне, але статистична залежність відсутня. Тут існують два випадки:
  - якщо S поводиться пасивно щодо ОПР (є проявом стихії, природи), то маємо ЗПР у невизначених умовах;
  - якщо S поводиться активно щодо ОПР, тобто бере участь інша особа, тварина тощо, маємо ЗПР в умовах конфлікту (гри).
4. Якщо хоч одна з множин є нечіткою, чи нечітким є відображення X × S → Z, то кажуть, що ПР проходить в умовах нечіткої інформації.

## Цілі ЗПР
Функціональна ціль
У математичних ЗПР ціль ототожнюють з максимізацією, або мінімізацією деякої функції, яка визначена на множині Z і набуває дійсних значень. Оскільки переважно наслідки характеризуються не одним числом, а набором чисел, які називаються показниками чи критеріями, то ціль визначається оптимізацією усіх цих показників (тобто має місце векторна оптимізація).
Ціль, задана відношенням переваги
Основною характеристикою цілі є пов'язана з нею перевага на множині можливих наслідків. Тобто, якщо ми розуміємо ціль, але не можемо побудувати числові оцінки засобів, то принаймні ми можемо сказати, що краще, а що гірше. В цьому випадку будуємо відношення переваги, яке задаватиме ціль.

## Класи задач багатокритеріальної оптимізації (ЗБО)
Залежно від властивостей множин альтернатив ЗБО поділяють на такі класи:[джерело?]
- якщо X — опукла, i f — увігнуті, то це задача багатокритеріальної опуклої оптимізації (ЗБОО);
- якщо X = {} x Ax ≤ b — поліедральна (задана системою лінійних нерівностей), а f — лінійна, то це багатокритеріальна лінійна задача(ЗБЛО);
- якщо i f — квадратична, то це задача квадратичної оптимізації (ЗБКО);
- якщо X — дискретна, то це задача цілочисельної оптимізації (ЗБЦО);
- якщо { } 1 2 X = x, x, то це задача булевої оптимізації (ЗББО).[уточнити]